# Jean-Michel Richeux
Pour les articles homonymes, voir Richeux.
Jean-Michel Richeux, né le 9 novembre 1948 à Plévenon (Côtes-d'Armor), est un coureur cycliste français. Durant sa carrière, il est notamment devenu champion de France de cyclo-cross en 1971 et 1972,.
Il est issu d'une famille de cyclistes dont son frère Alfred Richeux (nl).

## Biographie
Il termine vingtième de l'épreuve du contre-la-montre par équipes aux Jeux olympiques de 1976, épreuve effectuée avec Claude Buchon, Jean-Paul Maho et Loïc Gautier.

## Palmarès sur route
- 1968
  - 3e du championnat de Bretagne du contre-la-montre par équipes

- 1971
  - Tour d'Émeraude
  - Tour de Tarragone
  - Boucles du Trégor
  - 2e du championnat de Bretagne sur route
  - 3e de la Flèche d'Armor
  - 3e du Circuit du Bocage vendéen

- 1972
  - Championnat des Côtes-du-Nord
  - 2e du Circuit des Deux Provinces

- 1973
  - Manche-Atlantique
  - Tour de l'Yonne

- 1974
  - 2e de Manche-Atlantique

- 1975
  - 3e du Circuit de Bretagne-Sud

- 1976
  -  Champion de France du contre-la-montre par équipes
  - 8e étape du Tour de Guadeloupe
  - 3e du Circuit de Bretagne-Sud

- 1980
  - 2e du Circuit de Bretagne-Sud

## Palmarès en cyclo-cross
| - 1967 - 3e du championnat de Bretagne de cyclo-cross - 1968 - 2e du championnat de Bretagne de cyclo-cross - 1969 - 2e du championnat de Bretagne de cyclo-cross - 1970 - Champion de France militaires de cyclo-cross - 2e du championnat de Bretagne de cyclo-cross - 1971 - Champion de France de cyclo-cross - Champion de Bretagne de cyclo-cross - Cyclo-cross du Mingant | - 1972 - Champion de France de cyclo-cross - Champion de Bretagne de cyclo-cross - Cyclo-cross du Mingant - 1973 - 2e du championnat de Bretagne de cyclo-cross - 1976 - 3e du championnat de Bretagne de cyclo-cross - 1977 - 3e du championnat de Bretagne de cyclo-cross |